# LensWay
LensWay är en av Europas största nätbutiker för kontaktlinser, glasögon och solglasögon och ingår i LensWay Group. Företaget grundades 2000 av Daniel Mühlbach och Herman Ofenböck. Idag finns LensWay Group i 4 länder; Sverige, Norge, Finland och Danmark. Företaget har en omsättning på ca 675 miljoner SEK (2018) och ingår sedan 2018 i EssilorLuxottica-koncernen.

## Historia
LensWay grundades 2000 av de två nyexaminerade civilingenjörerna Daniel Mühlbach och Herman Ofenböck. De hade en affärsidé om att sälja kontaktlinser på nätet. Vid den här tiden fanns det nämligen ingen etablerad onlineförsäljning av linser i Skandinavien. 
Företaget etablerat sig snabbt på den svenska marknaden. LensWay expanderade 2003 till Norge, Finland och Danmark och året efter till Tyskland och Holland. Företaget hade då växt till bli en av Europas största onlineförsäljare av kontaktlinser. Från 2000 till 2004 ökade intäkterna från 0 till 100 miljoner kr. 2004 blev LensWay en del av den kanadensiska koncernen Coastal Contacts som driver samma typ av verksamhet i Nordamerika, Europa, Asien och Australien.
År 2008 började LensWay att också sälja glasögon och solglasögon. Ambitionen var att ha ett sortimentet där etablerade varumärken som Ray-Ban och Gucci samsas med LensWays egna kollektioner.
2014 blev Coastal contacts och LensWay uppköpta av Essilor.

## Produkter
LensWay säljer kontaktlinser, linstillbehör och glasögon.
Kontaktlinser
LensWay kan erbjuda alla typer av linser som endagslinser, dygnetruntlinser, färgade linser, månadslinser, progressiva linser, toriska linser och veckolinser från alla de stora kontaktlinsleverantörerna, samt sitt eget märke everclear.
Glasögon
LensWay har ca 700 olika glasögonmodeller, dels bågar från RayBan men framförallt C Jacobsen och The Collection.